# Diplomatska kolonija
Diplomatska kolonija (en serbe cyrillique : Дипломатска колонија) est un quartier de Belgrade, la capitale de la Serbie. Il est situé dans la municipalité de Savski venac.

## Présentation
Diplomatska kolonija est un sous-quartier de Dedinje dont il constitue la partie orientale. Il est situé juste derrière le Centre clinique et hospitalier Dragiša Mišović et au sud du stade de Marakana, le stade de football de l'Étoile rouge de Belgrade ; au nord se trouve le quartier de Stadion. Il est principalement centré autour de la rue Diplomatska kolonija, dont le nom signifie « la colonie diplomatique ».
Le quartier est considéré comme l'un des plus chers et les plus élégants de la ville de Belgrade intra muros, notamment avec la rue Serdar Jola, qui est l'une des plus belles de la capitale serbe[réf. nécessaire].
Le nouveau bâtiment de RTV Pink est situé à l'ouest du quartier.